# Републикански път III-404
Републикански път IIІ-404 е третокласен път, част от републиканската пътна мрежа на България, преминаващ по територията на области Габрово и Ловеч. Дължината му е 30,7 км.
Пътят се отклонява надясно при 89,2 км на Републикански път I-4 североизточно от село Богатово и се насочва на югозапад през Севлиевското поле. Минава през село Богатово, пресича река Росица и достига центъра на град Севлиево. От там пътят продължава на югозапад, минава през село Сенник, пресича река Видима (ляв приток на Росица) и достига до село Градница. Там завива на запад и продължава по десния бряг на Видима, по южната периферия на Севлиевското поле, минава през село Бериево, навлиза в Ловешка област и в центъра на село Дебнево се съединява с Републикански път III-3505 при неговия 20,3 км.
При 5,7 км на Републикански път IIІ-404, в източната част на град Севлиево вляво се отделя Републикански път III-4041 (33,4 км) през селата Янтра, Скалско и Геша до град Дряново при 128,8 км на Републикански път I-5.
| Пътища, отклоняващи се надясно (населено място, № на пътя, посока на пътя) | Км   | Пътища, отклоняващи се наляво (посока на пътя, № на пътя, населено място) |
| -------------------------------------------------------------------------- | ---- | ------------------------------------------------------------------------- |
| Община Севлиево, Област Габрово, I-4, 89,2 км →                            | 0,0  | → 89,2 км, I-4, Област Габрово, Община Севлиево                           |
| с. Богатово                                                                | 1,7  | с. Богатово                                                               |
| гр. Севлиево                                                               | 5,7  | → гр. Севлиево, 0 км, III-4041 (до гр. Дряново)                           |
| (от 80 км на I-4) II-44, 3,2 км, гр. Севлиево →                            | 6,5  | → гр. Севлиево 3,2 км, II-44 (до гр. Габрово)                             |
| с. Сенник                                                                  | 12,5 | → с. Сенник, общински път (за с. Душево)                                  |
| (за с. Хирево) общински път ←                                              | 14,3 |                                                                           |
| (за с. Хирево) общински път ←                                              | 16,8 |                                                                           |
|                                                                            | 18,3 | → общински път (за с. Душево)                                             |
| с. Градница                                                                | 20,9 | → с. Градница, общински път (за с. Боазът)                                |
| (за с. Дамяново) общински път ←                                            | 21,7 |                                                                           |
| с. Бериево                                                                 | 26,3 | с. Бериево                                                                |
| Община Троян, Област Ловеч                                                 | 28,4 | Област Ловеч, Община Троян                                                |
| (от 51,1 км на II-35) III-3505, 20,3 км, с. Дебнево →                      | 30,7 | → с. Дебнево, 20,3 км, III-3505 (до с. Велчево)                           |